# Kraiburg TPE
凯柏胶宝®（KRAIBURG TPE），是一間國際公司及熱塑性彈性體的全球製造商，在德國，馬來西亞及美國均設有廠房。

## 歷史
凯柏胶宝®成立於 1985 年作為 KRAIBURG 集團一個分支機構。該集團於 1947 年作為 Gummiwerke KRAIBURG GmbH & Co. 開始運作，核心業務是製造橡膠複合物 。 1985年，該公司開始了第一次熱塑性彈性體試驗及隨後設立凯柏胶宝®。
- 於 2024 年榮獲GRS認證。[4]

- 於 2023 年榮獲ISCC PLUS認證。[5]
- 於 2022 年在 ECOVADIS 2022 年可持續企業評估中榮獲銀牌。[6]
- 於 2022 年推出可持續TPE。[7]
- 於 2021 年推出熱塑寶H (THERMOLAST® H)，適用於亞太地區的醫療保健應用。[8]
- 於 2021 年推出新一代超軟TPE。[9]
- 於 2017 年韓國京畿道成立韓國銷售辦事處 。
- 於 2016 年在美国新設工廠, 並搬遷到美國的布福德市。
- 於 2015 年墨西哥蒙特雷成立 KRAIBURG TPE Mexico S. de R.L.de D.V.
- 於 2015 年榮獲由著名的 Frost & Sullivan 頒發的「高程度客戶導向」獎 。
- 於 2014 年為北美洲及拉丁美洲市場在美國布福德市新工廠的動土儀式。
- 於 2011 年在馬來西亞增加了額外的生產量。
- 於 2011 年推介產品科柔宝®和 For-尼塑宝®。在德國瓦爾德克賴堡的Gummiwerke KRAIBURG
- 於 2011 開設位於台灣的代表處。

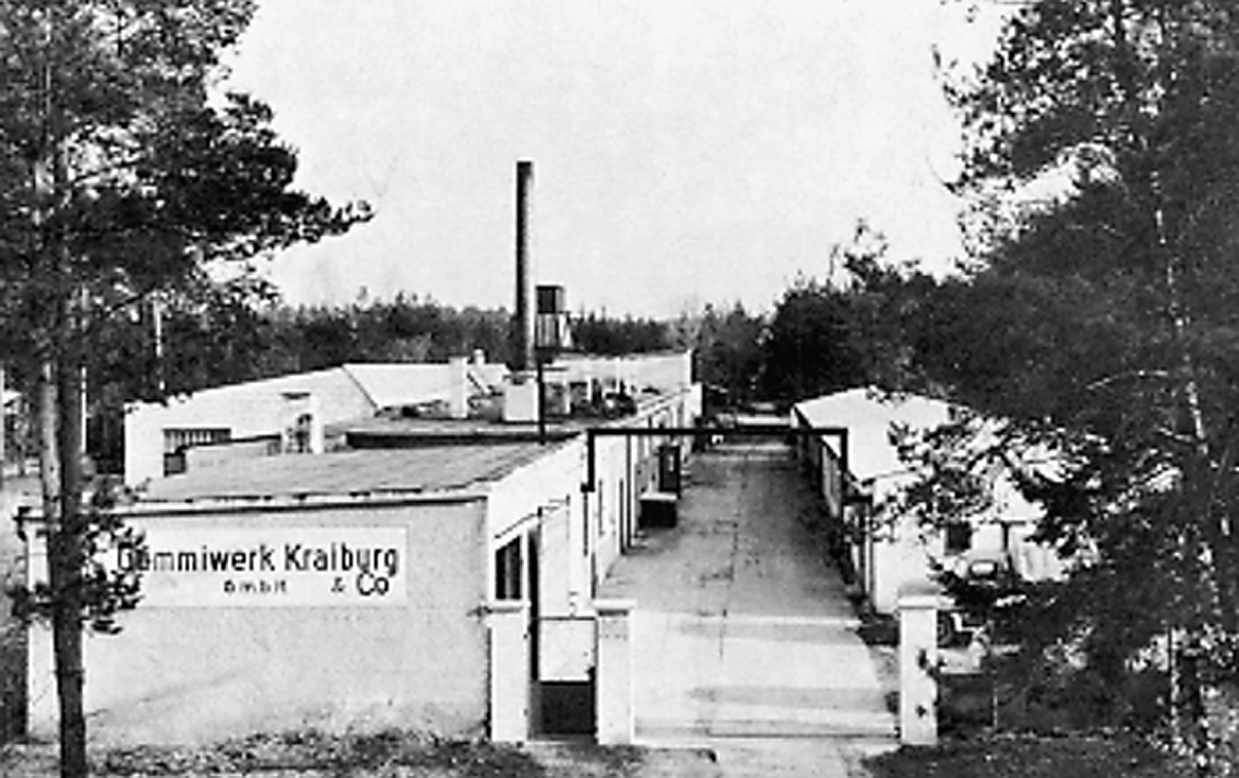
在德國瓦爾德克賴堡的Gummiwerke KRAIBURG

- 於 2009 年推出醫療型熱塑性彈性體-热塑宝M。
- 於 2008 年在馬來西亞吉隆坡設立生產線 KRAIBURG TPE Technology (M) SDN. BHD. 。
- 於 2008 年介紹產品 高温宝。
- 於 2008 年在中國擴張並於上海設銷售辦公室。
- 於 2007 年擴大位於美國的生產量。凯柏胶宝®於德國瓦爾德克賴堡的生產基地

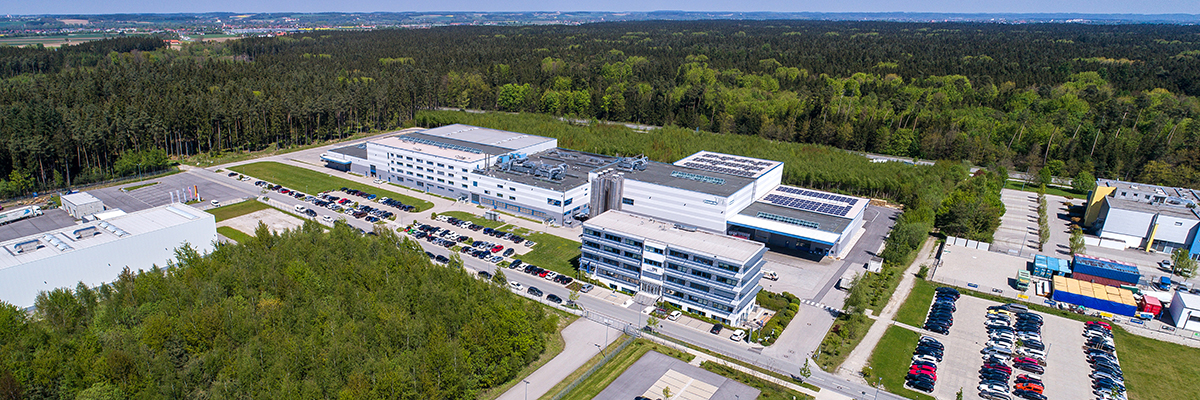
凯柏胶宝®於德國瓦爾德克賴堡的生產基地

- 於 2006 年更改公司名稱為 KRAIBURG TPE GmbH & Co. KG。
- 於 2006 年搬遷到位於德國瓦爾德克賴堡的新行政大樓並開始兩條生產線。
- 於 2006 年在印度成立 KRAIBURG TPE Private Limited India。
- 於 2005 年獲得 Frost & Sullivan 的「產品創新」獎。
- 於 2004 年在香港成立合資公司 KRAIBURG TPE China Co Ltd。
- 於 2002 年在美國亞特蘭大的杜魯斯開始運作生產工廠 KRAIBURG TPE CORPORATION。凯柏胶宝®於美國比福德的生產基地

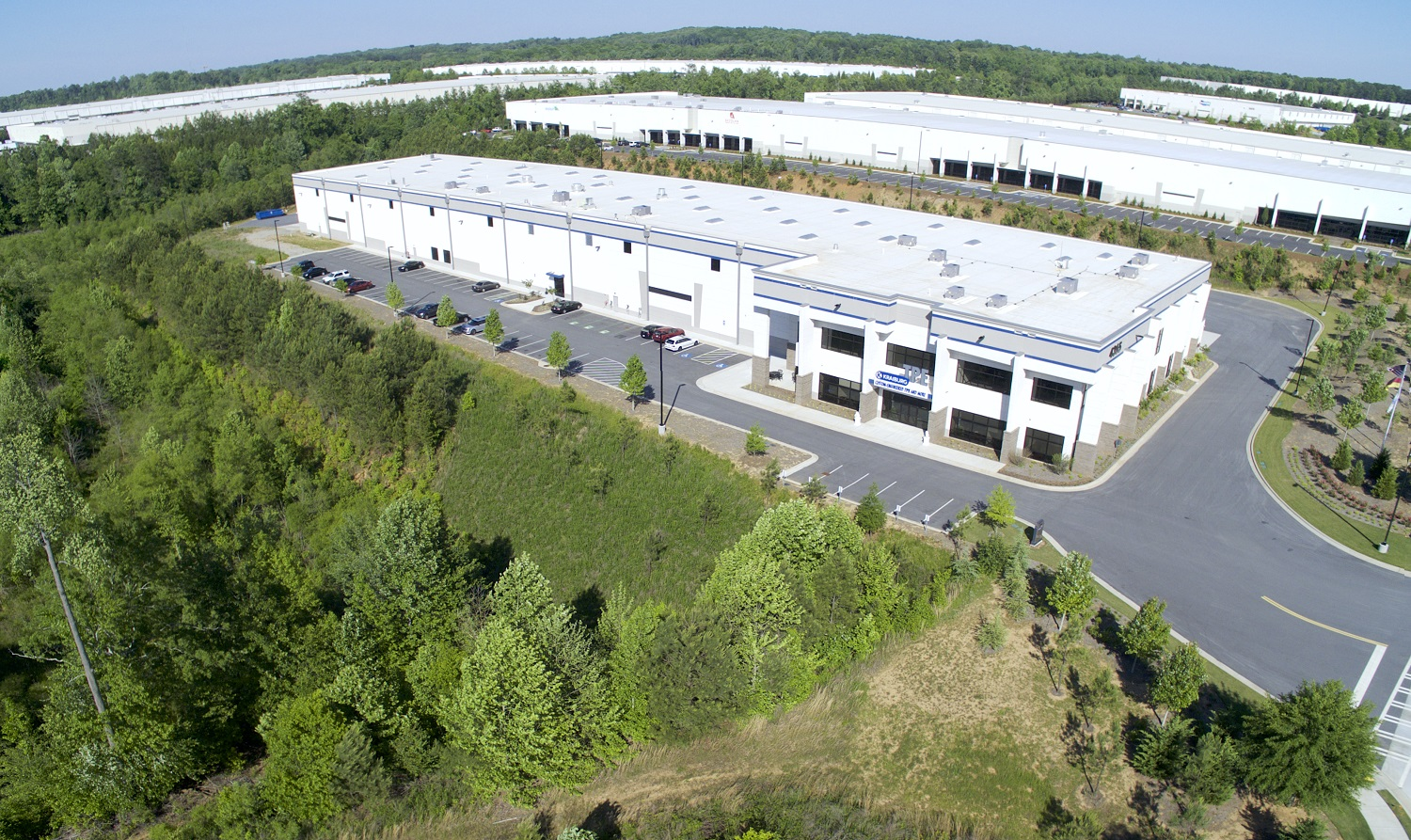
凯柏胶宝®於美國比福德的生產基地

- 於 2001 年成立 KRAIBURG TPE GmbH並作為合法獨立的公司和設立新的工廠。
- 於 2000 年在德國瓦爾德克賴堡建造新工廠。
- 於 1999 年為了北美洲和拉丁美洲地區設立位於在美國亞特蘭大的杜魯斯銷售辦公室。
- 於 1996 年為了亞太地區而在馬來西亞設立銷售辦公室。
- 於 1995 年在德國瓦爾德克賴堡的新生產設施。
- 於 1986 年在 Gummiwerke KRAIBURG 公司之下的第一個生產，銷售和應用。[10][11]

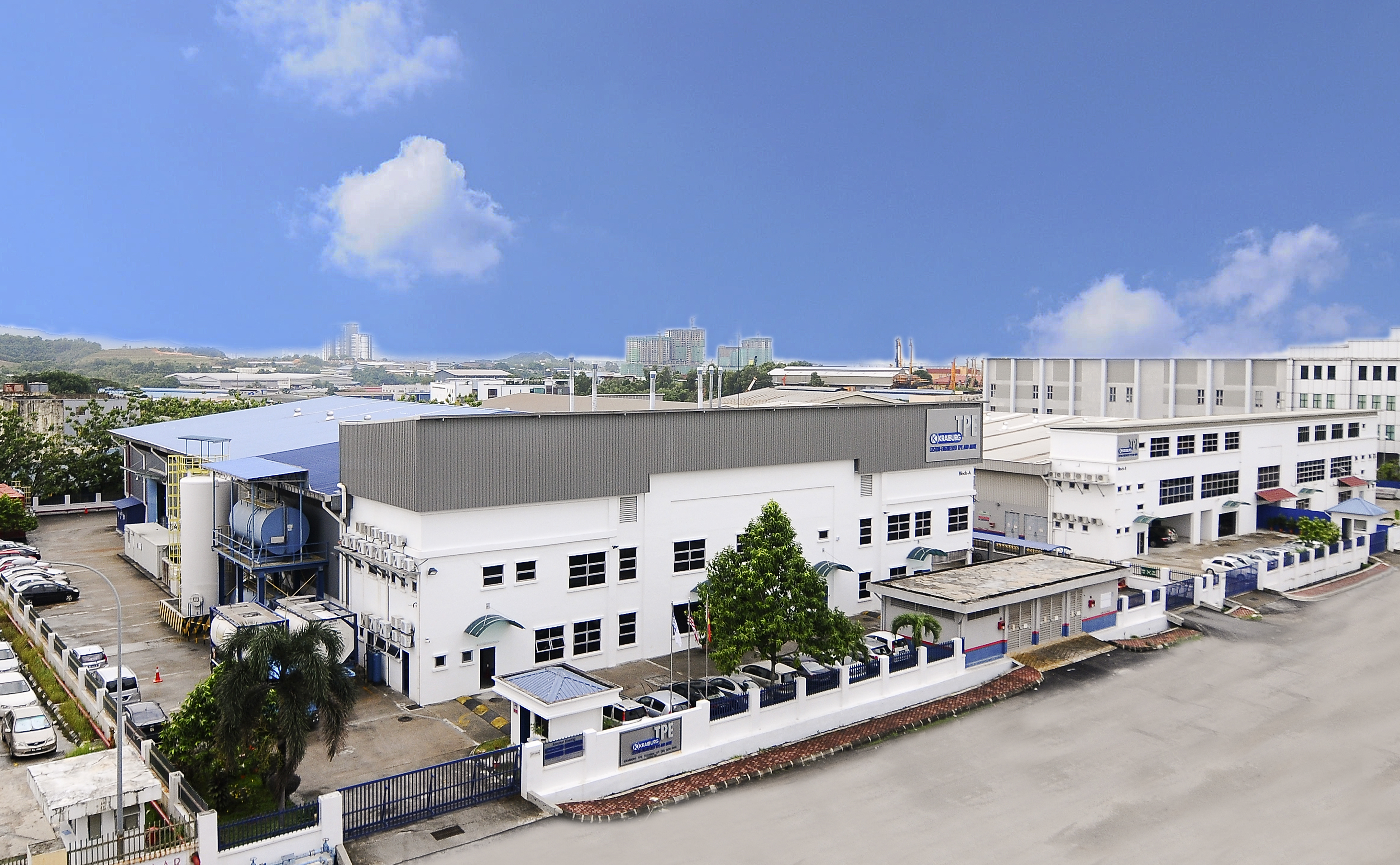
凯柏胶宝®於馬來西亞吉隆坡的生產基地